# 右近桜月
右近 桜月（うこん おうげつ ）は、福井県出身の日本の書家。。

## 経歴
福井県南越前町出身。４歳より書道を始める。16歳からは垣内楊石に師事。
2021年現在は大阪府在住。作品には地元福井県の手漉きの越前和紙を使用している。